# Kumla kommunvapen

Kumla kommunvapen

Kumla kommunvapen fastställdes för Kumla stad 1945, men dess historia går tillbaka till 1941 då man inför stadens tillblivelse utlyste en teckningstävling för att få fram förslag till ett kommunvapen. Dåvarande Riksheraldikerämbetet, som hade till uppgift att avstyrka eller tillstyrka förslag inför Kungl. Maj:ts beslut, godkände endast ett av förslagen. Detta var insänt av folkskollärare John Norlander och föreställde två korslagda skomakarhammare och därunder ett i heraldiska sammanhang så kallat treberg.
Skomakarhamrarna symboliserar skonäringen på orten vilken har anor från första delen av 1800-talet och treberget ett gravfält vid Kumla by som går under namnet Kumla högar.
Vapnet fastställdes av Kungl. Maj:t för Kumla stad den 14 december 1945. Riksheraldikerämbetet noterade i samband med detta att murkronan skulle borttagas ur blasoneringen då den inte hör till vapenbilden. Vapnet registrerades för Kumla kommun hos Patent- och registreringsverket 1974, efter ändringar i reglerna för svenska kommunvapens juridiska skydd.
Murkronan, som symboliserar stad, förekom i vapnet ända fram till 1970-talet då den togs bort. Vid Kumlas 50-åriga jubileum som stad 1992 bestämdes att murkronan skulle få förekomma på vapenbilden under jubileumsåret. Någon återgång till ett vapen utan murkrona har därefter inte skett.

## Blasonering
Blasonering: I rött fält två korslagda hammare i silver ovanför ett treberg i silver.